# Barbora Antošová
Barbora Antošová (* 7. September 2000) ist eine tschechische Skilangläuferin.

## Werdegang
Antošová, die für den Ski Klub Jablonec nad Nisou startet, nahm bis 2020 an Juniorenrennen teil. Dabei belegte sie bei den Junioren-Skiweltmeisterschaften 2019 in Lahti den 17. Platz im Sprint und bei den Junioren-Skiweltmeisterschaften 2020 in Oberwiesenthal den 76. Platz über 5 km klassisch, den 21. Rang im Sprint sowie den 11. Platz mit der Staffel. Im Dezember 2020 startete sie in Zakopane erstmals im Slavic-Cup und errang dabei den 30. Platz über 10 km Freistil und den sechsten Platz über 5 km klassisch. Zu Beginn der Saison 2021/22 gab sie in Dresden ihr Debüt im Weltcup, wo sie den 33. Platz im Sprint und den 16. Rang im Teamsprint belegte. Im weiteren Saisonverlauf wurde sie bei den U23-Weltmeisterschaften 2022 in Lygna Elfte im Sprint und holte in Drammen mit dem 19. Platz im Sprint ihre ersten Weltcuppunkte.